# Веліхово (гміна)
Гміна Веліхово (пол. Gmina Wielichowo) — місько-сільська гміна у північно-західній Польщі. Належить до Ґродзіського повіту Великопольського воєводства.
Станом на 31 грудня 2011 у гміні проживало 6867 осіб.

## Територія
Згідно з даними за 2007 рік площа гміни становила 107.43 км², у тому числі:
- орні землі: 78.00%
- ліси: 14.00%

Таким чином, площа гміни становить 16.69% площі повіту.

## Населення
Станом на 31 грудня 2011:
| Опис     | Загалом | Загалом | Чоловіки | Чоловіки | Жінки | Жінки |
| -------- | ------- | ------- | -------- | -------- | ----- | ----- |
| одиниця  | осіб    | %       | осіб     | %        | осіб  | %     |
| все      | 6867    | 100     | 3436     | 50.04    | 3431  | 49.96 |
| міське   | 1757    | 100     | 861      | 49.00    | 896   | 51.00 |
| сільське | 5110    | 100     | 2575     | 50.39    | 2535  | 49.61 |

## Сусідні гміни
Гміна Веліхово межує з такими гмінами: Каменець, Пшемент, Раконевіце, Сміґель.